# 昂布利-弗勒里
昂布利-弗勒里（法語：Ambly-Fleury，法語發音：[ɑ̃bli flœʁi]）是法国大東部大區阿登省的一个市镇，属于勒泰勒区。该市镇于1830年由原市镇昂布利（Ambly）与弗勒里和蒙马兰（Fleury-et-Montmarin）合并而成。

## 地理
昂布利-弗勒里（49°29'12"N, 4°29'4"E）面积5.88 平方千米，位于法国大東部大區阿登省，该省份为法国北部内陆省份，西接埃纳省，南至马恩省，东临默兹省，北与比利时接壤。
与昂布利-弗勒里接壤的市镇（或旧市镇、城区）包括：阿马涅、库西、日夫里、蒙洛朗、瑟伊。

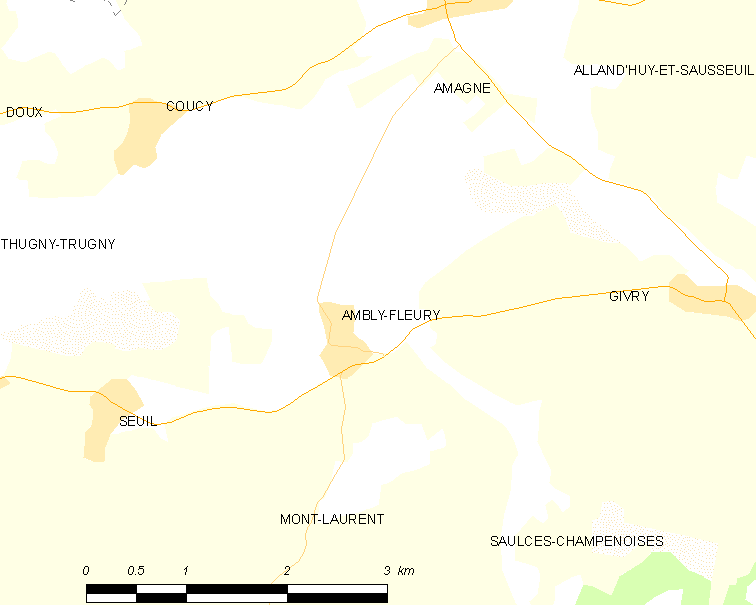
昂布利-弗勒里的OSM定位图

昂布利-弗勒里的时区为UTC+01:00、UTC+02:00（夏令时）。

## 行政
昂布利-弗勒里的邮政编码为08130，INSEE市镇编码为08010。

## 政治
昂布利-弗勒里所属的省级选区为勒泰勒县。

## 人口

1962-2008年间昂布利-弗勒里人口变化图示

昂布利-弗勒里于2022年1月1日时的人口数量为134人。